# Firmin Laferrière

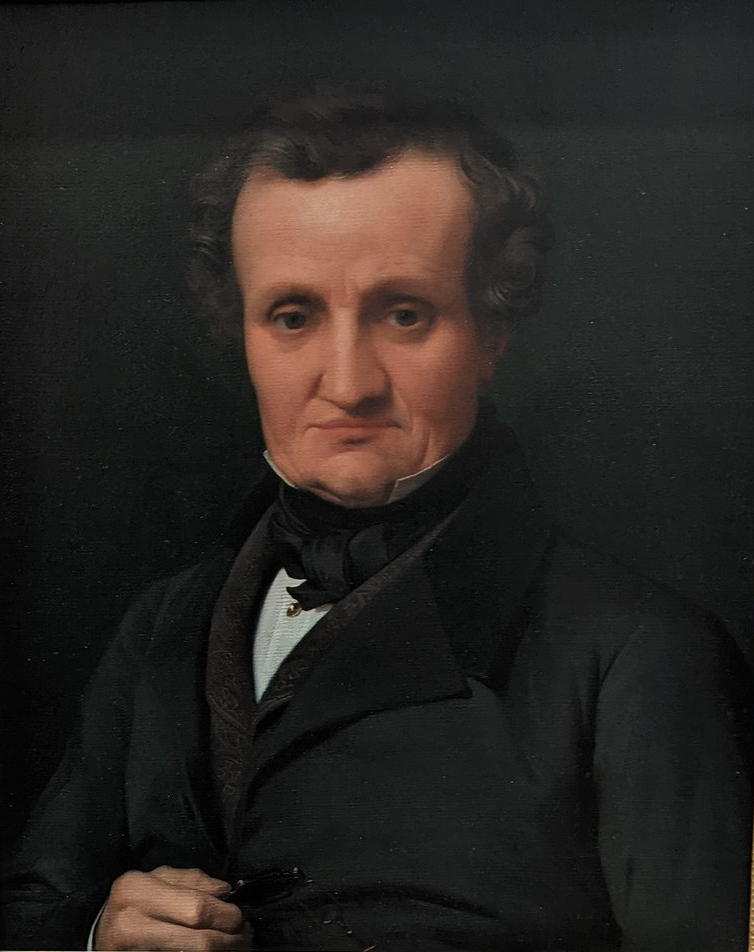

Louis-Firmin Julien Laferrière, född den 5 november 1798 i Jonzac, död den 14 februari 1861 i Paris, var en fransk rättslärd, far till Édouard Laferrière.
Laferrière var först advokat, blev 1838 professor i förvaltningsrätt i Rennes, sedan han utgivit sitt mycket uppmärksammade arbete Essai sur l'histoire du droit français (2 band, 1836, 3:e upplagan 1885), och 1846 generalinspektör över de juridiska fakulteterna samt 1849 medlem av Conseil d'état. År 1850 blev han recteur d'académie i Seine-et-Oise, 1852 ånyo de juridiska fakulteternas generalinspektör och 1854 recteur i Toulouse. Bland Laferrières grundliga rättshistoriska arbeten märks ytterligare Histoire du droit français, précédée d'une introduction sur le droit civil de Rome (6 band, 1845–1858).